# وزارة البيئة (مصر)
وزارة البيئة هي الوزارة المسؤولة عن الشؤون البيئية في جمهورية مصر العربية، كُلّف أول وزير متفرغ لشؤون البيئة بمجلس الوزراء بموجب قرار رئيس الجمهورية رقم 275 لسنة 1997، و منذ ذلك الحين تركز الوزارة بالتعاون مع كافة شركاء التنمية علي تحديد الرؤية البيئية والخطوط العريضة للسياسات البيئية في مصر.

## الجهات التابعة
- جهاز شئون البيئة.
- جهاز تنظيم إدارة المخلفات.
- الشركة المصرية للمحميات الطبيعية [1]

## الوزراء
- ياسمين فؤاد
- خالد محمد فهمي
- ليلى راشد اسكندر
- خالد فهمي عبد العال
- مصطفى حسين كامل
- ماجد جورج
- نادية مكرم عبيد